# Investment AB Öresund
Investment AB Öresund  är ett svenskt börsnoterat investmentbolag som endast driver förvaltningsverksamhet. Bolaget har ett dotterföretag, Ven Capital AB, som driver värdepappershandel. Bolaget har sitt säte i Stockholm. Större innehav 2018 var Fabege, Bilia, Scandi Standard och Catena Media.
Investment AB Öresund delades i två företag 2012, efter det att finansmannaparet Sven Hagströmer och Mats Qviberg beslutat att gå skilda vägar som en följd av omständigheterna kring HQ-kraschen. Efter delningen kvarstod Mats Qviberg med sina tre barn som dominerande ägare, med 30 % av aktiekapitalet, i Öresund, och Sven Hagströmer med familj blev huvudägare i det nybildade investmentföretaget Creades.